# Pico Basilé
Pico Basilé (antigament Pico de Santa Isabel o Cim Clarence) és la muntanya més alta de Guinea Equatorial. Està localitzada a l'illa de Bioko, propera a la ciutat de Malabo. Amb una altitud de 3.011 m és el cim del més gran i més alt dels tres volcans en escut basàltic superposats que formen l'illa. Des del cim, es pot veure el mont Camerun cap al nord-est.
La part superior s'utilitza com a estació de transmissió de difusió per a RTVGE (Radio Television Guinea Ecuatorial) i estació de retransmissió de microones per a diverses xarxes de comunicació.
Bioko es va formar al llarg de la línia del Camerun, uns de les principals falles geològiques que s'estén des de l'oceà Atlàntic, fins al Camerun. Aquesta línia inclou altres illes volcàniques en el golf de Guinea com Annobón, Príncep i Sao Tomé, juntament amb l'estratovolcà massiu del mont Camerun.
El cim forma part del Parc Nacional Pico Basilé, creat l'abril de 2000. Els límits de Bioko Nord i Sud estan a prop del cim. Els tres volcans en escut de l'illa de Bioko es troben dins de la base de dades de volcans actius del programa de vulcanisme global de l'Smithsonian, tot i que només Pico Basilé ha entrat en erupció en temps recents (1923).